# 丸谷聡子
丸谷 聡子（まるたに さとこ、1963年5月15日 - ）は、日本の政治家。兵庫県明石市長（1期）。元明石市議会議員（2期）。

## 来歴
兵庫県神戸市出身。1982年、兵庫県立神戸商業高等学校卒業。兵庫県国民健康保険団体連合会に勤務。1984年、武庫川女子大学短期大学部第二部国文科に入学。1991年、明石市へ転居。
2009年4月、同志社大学大学院総合政策科学研究科に入学。2010年4月、兵庫県加西市地域交流センターに臨時職員として勤務。2011年9月、修士学位取得。
2015年4月に行われた明石市議会議員選挙に無所属で立候補し、初当選。2019年、再選。
2022年12月24日、任期満了での退任を表明している明石市長の泉房穂は記者会見し、2023年4月実施の市議会議員選挙に、自身が代表を務める政治団体「明石市民の会」から候補者を擁立すると発表した。また、同日に行われる市長選挙の後任の候補者の公募を同年1月から始めると発表した。
2023年2月28日、自民党明石支部は市長選挙へ向けて、市議の林健太を擁立する方針を決めた。林は西村康稔らによって擁立された。
丸谷は市民派として、公設民営のフリースクールの設立や生態系の保全などに取り組んでいたが、議会においては泉市長と是々非々で意見を交わしていた。同年3月21日、泉はその丸谷に後継として出馬を打診。3月25日、泉は記者会見し、後継候補として丸谷が無所属で立候補すると明らかにした。
同年4月16日、市長選挙が告示され、丸谷、自由民主党・公明党の推薦を受けた林、元加西市長の中川暢三の3人が立候補した。4月23日、投票締め切りの20時直後に神戸新聞、毎日新聞などは丸谷の当選確実を報じた。
※当日有権者数：247,982人 最終投票率：48.80%（前回比：pts）
| 候補者名 | 年齢 | 所属党派 | 新旧別 | 得票数   | 得票率 | 推薦・支持             |
| -------- | ---- | -------- | ------ | -------- | ------ | ---------------------- |
| 丸谷聡子 | 59   | 無所属   | 新     | 77,017票 | 64.74% |                        |
| 林健太   | 40   | 無所属   | 新     | 36,944票 | 31.06% | （推薦）自民党・公明党 |
| 中川暢三 | 67   | 無所属   | 新     | 4,995票  | 4.20%  |                        |

## 人物
- 2023年4月の市長選後、兵庫9区の西村康稔は「市長のやりたいことを実現するため協力する」と丸谷に接近。丸谷のために財務省や子ども家庭庁などへの要望活動の調整を行った[9]。2024年10月9日、自民党は第50回衆議院議員総選挙の第1次公認候補を発表するとともに、政治資金パーティーをめぐる裏金事件に関係した現職と元職のうち12人を非公認とした。その中に西村も含まれた[10][11]。立憲民主党は西村の対抗馬として、「明石市民の会」の支援を受ける地元選出県議の橋本慧悟を擁立した[12]。裏金問題で自公与党は逆風が吹き荒れるが[13]、10月15日に総選挙が公示されると、丸谷は西村を積極的に支援した。19日は応援弁士の中曽根弘文と並んで街頭に立ち[14]、選挙戦最終日の26日は西村陣営が明石駅前で開いたマイク納めで登壇[9]。給食無償化に触れ「（西村は）必ず無料化をすると言ってくれた。国の財源でやってもらえるともっと市民のための施策ができる」と訴えた。数十メートル離れた場所で演説していた橋本には一瞥もしなかった[9]。27日の投開票の結果、無所属の西村が8期目の当選を果たし、橋本は比例復活で初当選した。前年の市長選で丸谷を後継指名した泉房穂は11月21日、自身のX（旧ツイッター）を更新し、「人を見る目がなかったということで、申し訳なく思っている」と述べ、丸谷を批判した[15]。